# Face to Face (album)
Face to Face is het derde studioalbum van de gelijknamige Amerikaanse punkband Face to Face en is uitgegeven op 9 september 1996 door A&M Records. Het album werd op 16 december 2016 heruitgegeven door het punklabel Fat Wreck Chords.
Het nummer "I Won't Lie Down" is gecoverd door de christelijke rockband Spoken op het album Echoes of the Spirit Still Dwell, alsook door de Israëlische punkband Man Alive op de ep Access Denied! uit 2007.

## Nummers
1. "Resignation" - 3:48
2. "Walk the Walk" - 3:35
3. "Blind" - 2:43
4. "Ordinary" - 2:48
5. "I Won't Lie Down" - 3:17
6. "Can't Change the World" - 2:13
7. "Handout" - 3:37
8. "Everything's Your Fault" - 2:49
9. "Take It Back" - 2:59
10. "Complicated" - 4:02
11. "Put You in Your Place" - 3:42
12. "Falling" - 3:01

### Fat Wreck Chords bonustracks
1. "Paint it Black"
2. "Please, Please, Please, Let Me Get What I Want"

## Band
- Trever Keith - zang, gitaar
- Chad Yaro - gitaar, zang
- Scott Shiflett - basgitaar, zang
- Rob Kurth - drums, zang